# Пане Прошев
Пане (Пано) Атанасов Прошев с псевдоним Жавер е български революционер, деец на Вътрешната македоно-одринска революционна организация.

## Биография
Пане Прошев е роден през 1866 година в град Щип, тогава в Османската империя. През 1894 година Гоце Делчев го заклева за целите на ВМОРО. Ръководи градска терористична група и през 1899 година е член на Щипския околийски комитет на ВМОРО. Към 1900 година е градски ръководител.
През 1905 година бяга в Княжество България, за да не бъде арестуван от турските власти.
Жив е към 1927 година.